# Amiga Zorro III
A Zorro III az Amiga 3000 és az Amiga 4000 bővítőkártyák fogadására szolgáló általános célú 32-bites buszrendszer.

## Történet
Az Amiga 3000 1990-es megjelenésével együtt debütált a Zorro III busz is, mely bővítőkártyák alaplapra történő csatlakozását tette lehetővé. A buszrendszert a Commodore akkori vezető mérnöke, Dave Haynie tervezte és az Amiga 2000-es modellben alkalmazott 16-bites Zorro II kiváltására volt hivatott, a vele való kompatibilitást megtartva. Elődjéhez hasonlóan a Zorro III is lehetővé tette a bővítőkártyák valós Plug-and-Play, illetve automatikus felismerését és az eszközökhöz való dinamikus erőforrás-hozzárendelést (Autoconfig) bootolás alatt, mindezt az IBM-kompatibilis PC-kben 1994-től alkalmazott PCI előtt és ahhoz nagyon hasonló módon.
A Zorro III továbbra is a közvetlen memória hozzáféréses megközelítést alkalmazta, mint a Zorro II-ben. Elődjéhez szintén hasonlóan nagyobb memóriaterületet foglalt le a memóriaigényesebb bővítőkártyáknak és kisebbet az "I/O-típusú" kártyáknak. A buszrendszer mindenképp 32-bites CPU-t igényelt, mely bármely Zorro III eszközt közvetlenül, mint a memóriát, tudta elérni, így például egy videokártyán lévő memóriát rendszer RAM-ként lehetett adott esetben használni.
A Zorro III első implemetációja a Commodore "Fat" Buster (BUS conTrollER) logikai kapumátrixában valósult meg, melyet számos nagy sebességű PAL, illetve TTL puffer chip segített. Az Amiga 4000-ben alapvetően hasonló volt a kialakítás, azonban egy második kapumátrix is beépítésre került a TTL pufferek helyett. A Buster chip döntési logikája felügyelte a buszt, átfordított az MC68030 processzor busz protokollja és a Zorro III busz ciklusai között, illetve az átvitt megszakítási mechanizmus között.
A Zorro III busz elméleti sávszélessége 150 MB/s, azonban ez csak maximum 20 MB/s lehet "burst" adatátvitel nélkül, és a gyakorlatban valahol 13,5 MB/s körül alakul a tényleges adatátviteli sebesség a Buster chip korlátai miatt. Ez az Intel első PCI implemetációjához mérhető, melynek a csúcs sávszélessége 25 MB/s volt.

## Memóriatérkép
| Cím         | Méret [MB] | Leírás                          |
| ----------- | ---------- | ------------------------------- |
| 0x0000 0000 | 2.0        | ChipRAM                         |
| 0x0020 0000 | 8.0        | Zorro II memória címterülete    |
| 0x00A0 0000 | 1.5        | Zorro II I/O címterület         |
| 0x00B8 0000 | 3.0        | A2000 alaplapi regiszterterület |
| 0x00E8 0000 | 0.5        | Zorro II I/O                    |
| 0x00F0 0000 | 1.0        | Alaplapi ROM                    |
| 0x0100 0000 | 112.0      | A3000 alaplapi címterület       |
| 0x0800 0000 | 128.0      | 32-bites memória címterület     |
| 0x1000 0000 | 1792.0     | Zorro III címterület            |
| 0x8000 0000 | 2032.0     | Fenntartott                     |
| 0xFF00 0000 | 64 KB      | Zorro III konfigurációs egység  |
| 0xFF01 0000 | 16.0       | Fenntartott                     |
| 0xFFFF FFFF | 16.0       | Fenntartott                     |

## Csatlakozó
A fizikai csatoló szabványos 2,54 mm-enkénti beosztású, kártyaél-csatlakozós 2x50-tűsoros.
Tépellátás:
| tű  | [Volt] | [Amper] |
| --- | ------ | ------- |
| 5,6 | +5     | 2.0     |
| 8   | -5     | < 0.3   |
| 10  | +12    | < 8.0   |
| 20  | -12    | < 0.3   |

## Fordítás
- Ez a szócikk részben vagy egészben  az   Amiga Zorro III című angol Wikipédia-szócikk fordításán alapul.  Az eredeti cikk szerkesztőit annak laptörténete sorolja fel. Ez a jelzés csupán a megfogalmazás eredetét és a szerzői jogokat jelzi, nem szolgál a cikkben szereplő információk forrásmegjelöléseként.